# 蔡森豪森
蔡森豪森是德国巴登-符腾堡州的一个市镇。总面积10.11平方公里，总人口1695人，其中男性876人，女性819人（2011年12月31日），人口密度168人/平方公里。